# Tachycardia
A tachycardia (tahikardia) görög eredetű szó, gyöke a takhüsz (gyors, felgyorsult) és a kardia (szív). A tachycardia a megszokottnál gyorsabb szívverést jelent. Normálisnak az inaktív, vagy alvó ember pulzusát tekintik. Terhelésre ez az ütem nő, alváskor pedig csökken.
Az alap-szívverés gyorsulása nem csak betegség jele lehet, gyakran lelki eredője van, de okozhatják izgatószerek is, mint például a túlzott kávé (koffein) fogyasztás, vagy energiaital, amely gyerekeknél veszélyesebb lehet.

## Definíció
A normális sebességű szívverés felső határa az életkortól függ:
- 1-2 napos: <159 ütés percenként (bpm)
- 3-6 napos: <166 bpm
- 1-3 hetes: <182 bpm
- 1-2 hónapos: <179 bpm
- 3-5 hónapos: <186 bpm
- 6-11 hónapos: <169 bpm
- 1-2 éves: <151 bpm
- 3-4 éves: <137 bpm
- 5-7 éves: <133 bpm
- 8-11 éves: <130 bpm
- 12-15 éves: <119 bpm
- >15 éves – felnőtt: <100 bpm

Ha megemelkedik a szív ritmusa, az azt jelenti, hogy nem olyan hatékonyan pumpálja a vért, így kevesebb jut el a test legtöbb részébe. Maga a szív is kevesebbhez jut hozzá. Emellett többet kell dolgoznia és több oxigénre van szüksége. Ebből a szívhez kapcsolódó vértelenség alakulhat ki.
Relatív tachycardiának azt nevezik, amikor az adott betegség állapotában várható gyorsabb szívveréshez képest még gyorsabban ver a szív.

## Okok
A tachycardia egyes okai a következők lehetnek:
| Amfetamin                     | Pitvarlebegés                         | Alkohol                          | Pitvarfibrilláció |
| Anémia                        | Pitvari tachycardia                   | Koffein                          | Kokain            |
| Antiaritmiás szerek           | Brugada-szindróma                     | Félelem                          | Láz               |
| Szorongás                     | Hypoglikémia                          | Hyperthyreosis                   | Hiperventilláció  |
| Fertőzés                      | Metamfetamin                          | Nikotin                          | Sinus tachycardia |
| Triciklikus antidepresszánsok | Wolf-Parkinson-White- (WPW) szindróma | Multifokális pitvari tachycardia |                   |

## Differenciáldiagnózis
Differenciáldiagnózis során Elektrokardiogramot (EKG) használnak a tachycardia típusának osztályozásához. Ezek a QRS-komplex alapján keskeny és széles komplexbe sorolhatók. (keskeny: kisebb mint 120 ms) Ezek a következők (a legelterjedtebbtől a legkevésbé előfordulóig):
- Keskeny komplex
  - A sinus tachycardia, amely a szinuszcsomóból (SA-csomó) származik, a superior vena cava közelében
  - Pitvarfibrilláció
  - Pitvarlebegés (flatter)
  - Atrioventricularis nodalis reentry tachycardia (AVNRT)
  - Wolf-Parkinson-White- (WPW) szindróma
  - Pitvari tachycardia
  - Multifokális pitvari tachycardia
  - Junctional tachycardia
- Széles komplex
  - Kamrai tachycardia, bármely tachycardia, amely a kamrákból származik
  - Bármely keskeny komplexű tachycardia kombinálva a szív vezetési rendszerével kapcsolatos problémával, gyakran "szupraventrikuláris tachycardia aberranciával"
  - Egy keskeny komplex tachycardia egy kiegészítő vezetési úton, amelyet gyakran "supraventricularis tachycardia előtti excitációval" (például Wolff-Parkinson-White szindróma)
  - Pacemaker által közvetített tachycardia (PMT)

A keskeny komplexű tachycardiák általában a pitvarban születnek, míg a széles komplexű tachycardiák általában a kamrákban születnek. A tachycardiák tovább osztályozhatók még mint szabályos vagy szabálytalan.[forrás?]

### Sinus tachycardia
A szervezet számos szabályozási mechanizmussal rendelkezik a megfelelő véráram és vérnyomás fenntartása érdekében. Ha a vérnyomás csökken, akkor a szív gyorsabban ver, hogy megemelje azt. Ez a reflex a tachycardia. Ez történhet a vérmennyiség (dehidratáció vagy vérzés) csökkenésével vagy a véráramlás váratlan változásával. Az utóbbi leggyakoribb oka az ortosztatikus hipotenzió (más néven posturalis hypotensio). A láz, a hiperventiláció, a hasmenés és a súlyos fertőzések tachycardiát is okozhatnak, elsősorban az anyagcsere növekedése miatt.
A szimpatikus idegrendszer stimulációjának növekedése a szívfrekvencia emelkedését eredményezi mind a szimpatikus idegrostok közvetlen hatása a szívben, mind pedig az endokrin rendszer felszabadításával olyan hormonokat, mint az adrenalin (hasonló hatású az epinefrin). A fokozott szimpatikus stimuláció általában fizikai vagy pszichés stressz következménye. Ez az alapja az ún. Harci-vagy repülés-válasznak, de az ilyen stimulációt olyan stimulánsok is kiválthatják, mint az efedrin, az amfetamin vagy a kokain. Bizonyos endokrin rendellenességek, például a mellékvesevelő szintén epinefrin felszabadulást okozhat, és az idegrendszeri stimulációtól független tachycardiát eredményezhet. Sőt, hyperthyreosis tachycardiát is okozhat. A sinus tachycardia normális sebességének felső határa 220 bpm.

### Kamrai tachycardia
A kamrai tachycardia (VT) potenciálisan életveszélyes szívritmuszavar, amely a kamrákból származik. Általában rendszeres, széles összetett tachycardia, melynek sebessége 120-250 bpm.
Mindkét ritmus általában csak néhány másodpercig tart (paroxysmal tachycardia), de ha a VT továbbra is fennáll, rendkívül veszélyes, gyakran kamrai fibrillációhoz vezet.

### Szupraventrikuláris tachycardia
Ez egyfajta tachycardia, amely a kamrák felett, például a pitvar felől származik. Néha paroxysmal pitvari tachycardia (PAT) néven ismert. A szupraventrikuláris tachycardiának többféle típusa létezik.

#### Pitvarfibrilláció
A pitvari fibrilláció az egyik leggyakoribb szívritmuszavar. Általában szabálytalan, keskeny komplexű. Azonban az EKG-n széles QRS-komplexet mutathat, ha egy Tawara-szár blokk jelentkezik. Magas pulzus esetén a QRS-komplex az Ashman jelenség miatt is szélesedhet. Nehéz meghatározni a ciklus szabályszerűségét, ha a pulzus meghaladja a 150 bpm értéket. A beteg egészségi állapotától és egyéb változóktól függően, mint például a pulzusszámot szabályozó gyógyszerek, a pitvari fibrilláció sebességét növelheti, amely 50–250 bpm (vagy még nagyobb lehet). Az újonnan diagnosztizált pitvarfibrillációkor a pulzus általában 100-150 bpm.

#### Atrioventricularis nodalis reentry tachycardia (AVNRT)
Az AV nodalis reentry tachycardia (AVNRT) a leggyakoribb „reentry tachycardia”. Rendszerint keskeny komplexű tachycardia.
Az AV-csomó két különböző része lehetőséget teremt egy ingerület-körfogáson alapuló tachycardia kialakulására (egy lassú vezetésű, rövidebb effektív refrakter periódusú és egy gyorsabb vezetésű, hosszabb refrakteritású rész). A tachycardia hirtelen indul és ér véget, a szívfrekvencia akár 160-200 bpm is lehet.
Általában jól reagál a Valsalva manőverre vagy az adenozinra. A lassú pálya rádiofrekvenciás ablációja végleges gyógyulást jelenthet (98%-ban hatásos). A beavatkozás kockázata kicsi, ezért a hosszú távú gyógyszeres kezelés helyett inkább ezt alkalmazzák, ha nincs ellenjavallata.

#### AV reenty tachycardia (AVRT)
Az AV reentry tachycardia (AVRT) során valamely járulékos vezetési pálya érintett. Az AVRT lehet ortodrom vagy antidrom. Ortodom esetén az ingerületvezetés a szokásos AV-csomó/His-Purkinje rendszeren indul el (anterográd irány), visszafelé viszont járulékos útvonalon keresztül halad. Az antidrom esetén fordítva, a járulékos pályán halad anterográg, és visszafelé az elsődlegesen pályán. Az ortodrom vezetés általában keskeny komplexű tachycardia, míg az antidrom vezetés általában széles komplexű tachycardia, ez utóbbi a ritkább, és a QRS-komplexe hasonlít a kamrai tachycardiáéhoz. Szívritmuszavar elleni gyógyszerek adása ellenjavallt sürgősségi kezelésben, mert a legtöbb szer növeli a járulékos pályák vezetését.

#### Junctional tachycardia
Az AV-csomóban keletkező ingerület zavara. Rendszerint keskeny komplexű tachycardia, és gyűszűvirág mérgezés jele is lehet.

## Kezelés
A tachycardia kezelése típusától (QRS-komplex: keskeny v. széles) függ, függetlenül attól, hogy stabil vagy instabil, és hogy az instabilitás a tachycardia következménye-e. Az instabil azt jelenti, hogy vagy fontos szervfunkciók érintettek vagy szívmegállás történt.

### Instabil
Azokban az esetekben, amelyek instabillá váltak egy keskeny komplexű tachycardiánál, akkor intravénásan adenozin adását is meg lehet kísérelni. Minden más esetben azonnali elektromos kardioverzió ajánlott.

## Fordítás
- Ez a szócikk részben vagy egészben  a   Tachycardia című angol Wikipédia-szócikk fordításán alapul.  Az eredeti cikk szerkesztőit annak laptörténete sorolja fel. Ez a jelzés csupán a megfogalmazás eredetét és a szerzői jogokat jelzi, nem szolgál a cikkben szereplő információk forrásmegjelöléseként.